# Xyletomerus histricus
Xyletomerus histricus är en skalbaggsart som beskrevs av Henry Clinton Fall 1905. Xyletomerus histricus ingår i släktet Xyletomerus och familjen trägnagare. Inga underarter finns listade i Catalogue of Life.